# Campionati italiani FISDIR di atletica leggera 2020
I XI campionati italiani FISDIR di atletica leggera si sono svolti a Pescara, presso lo Stadio Adriatico, tra il 10 e l'11 ottobre 2020.
Sono stati assegnati vari titoli italiani in altrettante specialità e sono anche stati stabiliti dei nuovi record nazionali.

## Nuovi record nazionali

### Femminili
| Specialità | Prestazione | Atleta      | Società         |
| ---------- | ----------- | ----------- | --------------- |
| 100m C21   | 15"61       | Chiara Zeni | OSHA Como       |
| 800m T20   | 2'34"21     | Laura Dotto | Oltre ASD Onlus |

### Maschili
| Specialità        | Prestazione      | Atleta           | Società                  |
| ----------------- | ---------------- | ---------------- | ------------------------ |
| 10000m T20        | 32'22"09         | Fabrizio Vallone | ASC Anthropos Civitanova |
| 110m ostacoli T20 | 18"40 (-0,2 m/s) | Andrea Mattone   | ASHD Novara              |
| 400m ostacoli T20 | 1'04"37          | Andrea Mattone   | ASHD Novara              |
| Giavellotto F20   | 49,45m           | Luigi Casadei    | ASC Anthropos Civitanova |
| Eptathlon TF20    | 2785 p.ti        | Andrea Mattone   | ASHD Novara              |